# Schloss Illesheim
Das Schloss Illesheim ist ein Schloss aus der Zeit des Spätbarock am nordwestlichen Ortsrand bei Illesheim im mittelfränkischen Landkreis Neustadt an der Aisch-Bad Windsheim in Bayern. Es ist unter der Nummer D-5-75-133-1 im Bayerischen Denkmalregister geführt. Es ist nicht mit den benachbarten Burgen Illesheim oder Röllinghausen zu verwechseln.

## Geografische Lage

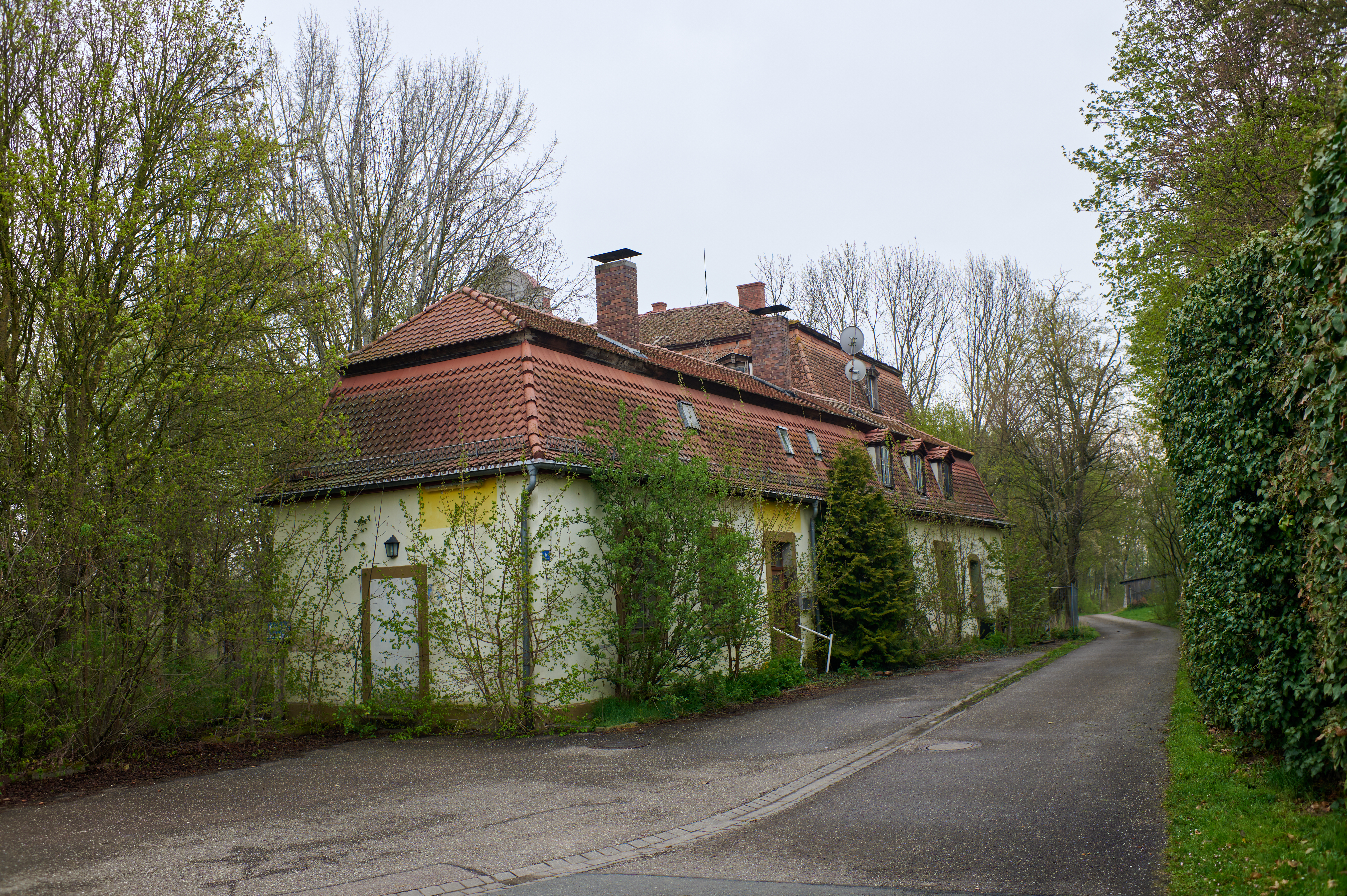
Südflügel

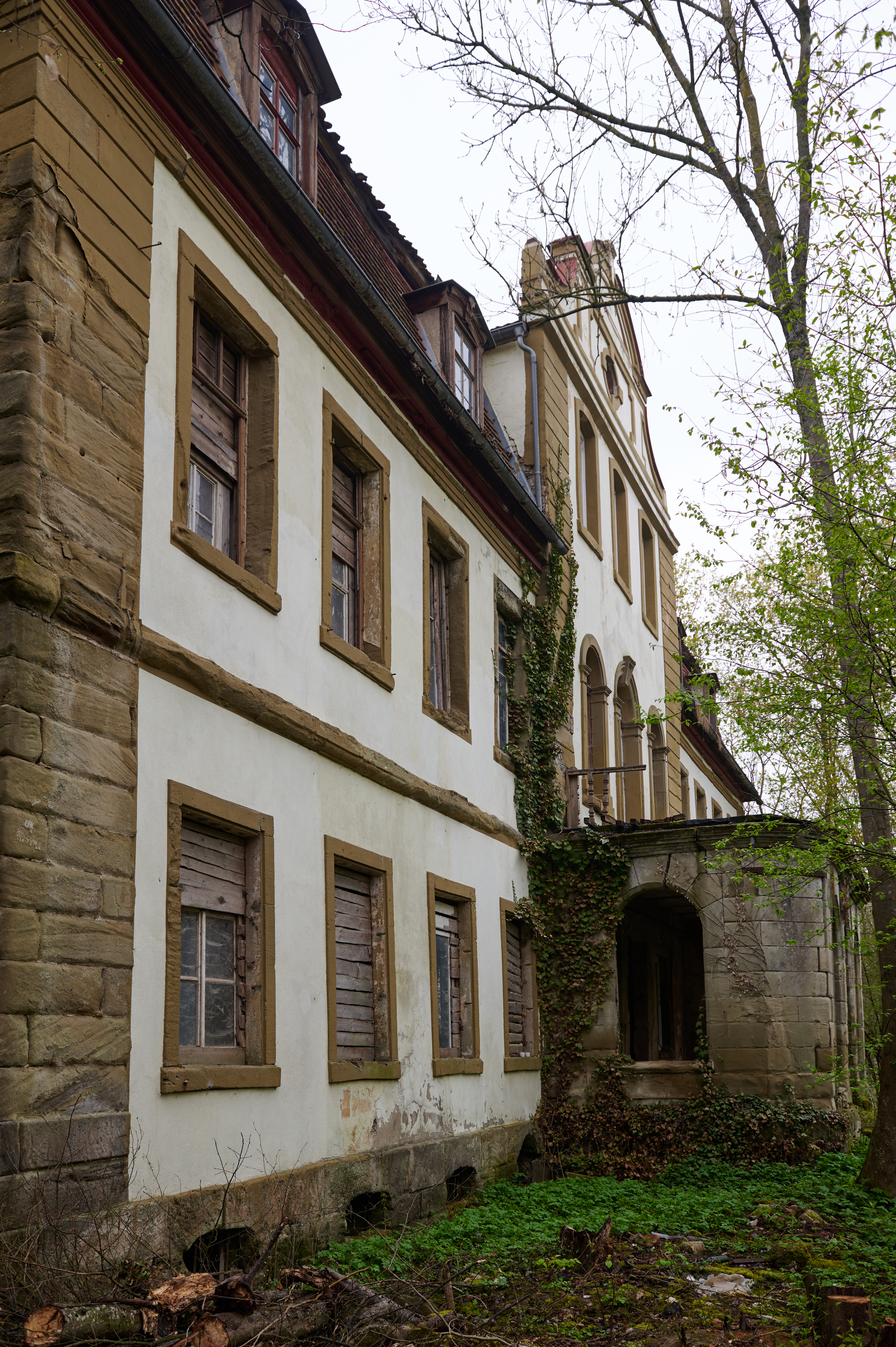
Ostfassade

Das Schloss Illesheim befindet sich am nördlichen Ortsrand, südlich der Aisch, etwa 120 Meter nördlich der Pfarrkirche St. Maria und Wendel.

## Beschreibung
Beim spätbarocken Schloss Illesheim handelt es sich um eine ehemalige Dreiflügelanlage, die nach Ost und West ausgerichtet ist. Das circa 30 Meter lange, 14 Meter breite und etwa 17 Meter hohe, zweigeschossige Hauptgebäude ist durch je einen dreigeschossigen Mittelrisalit mit Schweifgiebel gegliedert und durch ein Mansarddach bekrönt. Eine Putzgliederung trennt optisch die beiden Vollgeschosse. Die Gebäudeecken sind mit rustizierten Ecklisenen besonders hervorgehoben. Im Mittelrisalit gegen Osten befindet sich eine eingeschossige Arkade (nach 1833 angebaut) die im Obergeschoss als Balkon diente. Das barocke sandsteinumrahmte Hauptportal mit zweistufiger Freitreppe ist gegen Westen gerichtet. Früher verlief zum Hauptportal eine ringförmige Auffahrt entlang der Seitenflügel. Der südliche Gebäudeflügel ist ein eingeschossiger Mansarddachbau, der wohl erst bei den Umbauarbeiten Oefeles nach 1861 auf die Länge des heute nicht mehr vorhandenen Nordflügel angeglichen worden war. Dieser Nordflügel wurde zwischen 1939 und 1980 abgebrochen.

## Geschichte
Das Schloss wurde 1792 (wohl richtiger 1732) von Christian Ernst von Berlichingen neu errichtet. Dieser verstarb jedoch kurze Zeit darauf, woraufhin das Schloss an die Linie Berlichingen-Rossach fiel die wenig Interesse an dem Gut zeigte. Während des Koalitionskrieges (1792–1815) litt das Schloss unter Einquartierungen französischer Truppen. 1813 mussten die französischen Truppen russischen Truppen weichen die das Schloss als Lazarett nutzten. Danach war das Schloss verwüstet und einsturzgefährdet. Am 9. Mai 1833 kaufte schließlich Freiherr von Oefele das völlig verwahrloste Anwesen von Gustaph von Berlichingen und renovierte es umfangreich. Unter ihm und seiner Ehefrau Henriette von Oefele zu Illesheim erfolgten auch Umbauarbeiten. So wurde 1861 ein Gebäude im Süden (Zehntscheune?) abgebrochen um den Südflügel verlängern zu können, um ihn somit dem Nordflügel architektonisch anzugleichen. Ebenso wurde das Hauptgebäude gegen Norden mit einem zweigeschossigen, abgewalmten Risalit verlängert. Der dreigeschossige Ostrisalit wurde durch eine Arkade bereichert.
Nach erneutem langem Leerstand ging das Schloss an den Bund. Nach jahrzehntelanger Vernachlässigung war 1980 der Zustand des Schlosses erneut ruinös. Der Dachstuhl war verfault und das Mansarddach eingebrochen. Die Innenausstattung war größtenteils beschädigt oder verloren. Der Steinbildhauer Friedel Pfeifer kaufte das Anwesen und initiierte Sanierungsarbeiten. Diese konnten jedoch größtenteils nicht umgesetzt werden und scheiterten nicht zuletzt wegen jahrzehntelanger Streitigkeiten mit den Denkmalbehörden. 2017 wurde das Anwesen schließlich von einer Investmentgruppe gekauft, dringend notwendige Renovierungsarbeiten für das stark sanierungsbedürftige Schloss wurden aber seither nicht angegangen.

## Bauzustand
Schloss Illesheim ist in einem sehr schlechten baulichen Zustand. Fenster fehlen größtenteils. Die Sandsteinbauteile sind stark erodiert. Das Dach ist stellenweise undicht. Das Fundament der nachträglich angebauten Arkade hat sich teilweise gesenkt und droht abzubrechen. Sanierungsmaßnahmen wären dringend notwendig.